# Aedia acronyctoides
Aedia acronyctoides är en fjärilsart som beskrevs av Achille Guenée 1852. Aedia acronyctoides ingår i släktet Aedia och familjen nattflyn. Inga underarter finns listade i Catalogue of Life.